# Seal Cove
Seal Cove est une ville de Terre-Neuve-et-Labrador au Canada. Elle est située sur la route 410.